# دنیل کوراکسین
دنیل کوراکسین (انگلیسی: Danil Kuraksin؛ زادهٔ ۴ آوریل ۲۰۰۳) بازیکن فوتبال اهل استونی است.
وی همچنین در تیم‌های ملی فوتبال زیر ۱۷ سال استونی، زیر ۱۹ سال استونی، زیر ۲۱ سال استونی، و استونی بازی کرده است.